# Per Mertesacker
Per Mertesacker (Hannover, 29 september 1984) is een Duits voormalig voetballer die in de verdediging speelde. Hij speelde van 2006 tot 2011 voor Werder Bremen, waarna hij op 31 augustus 2011 overstapte naar het Engelse Arsenal. In 2018 beëindigde de Duitser zijn actieve carrière bij Arsenal om verder te gaan als hoofd jeugdopleiding bij deze club. Mertesacker was van 2004 tot en met 2014 international van het Duits voetbalelftal, waarvoor hij 104 interlands speelde en daarin vier keer scoorde. In 2014 werd hij met Duitsland wereldkampioen.

## Carrière

### Hannover 96
Mertesacker begon zijn voetbalcarrière bij TSV Pattensen, waarna hij op elfjarige leeftijd de overstap maakte naar profclub Hannover 96. In de jeugdopleiding van de club stond hij niet bekend als een groot talent en twijfelde men aan zijn kans om profvoetballer te worden. Onder jeugdtrainer Jörg Goslar herpakte hij zich en wist hij het te schoppen tot het eerste team.
In november 2003 maakte Mertesacker, als negentienjarige, zijn debuut voor Hannover 96 in de Bundesliga tegen 1. FC Köln. Trainer Ralf Rangnick stelde hem echter niet als centrale verdediger op, maar vaak als rechtsback. In zijn eerste jaar werd hij regelmatig in de rust gewisseld als gevolg van middelmatige prestaties op het veld. Wel kreeg Mertesacker een profcontract aangeboden.
Onder trainer Ewald Lienen ontwikkelde Mertesacker zich tot basisspeler van het team op zijn favoriete positie: centraal in de defensie. In het seizoen 2004/05 behoorde Mertesacker tot een van de sterkhouders van het team.

### Werder Bremen
Op 8 augustus 2006 maakte Mertesacker voor een transfersom van €4.700.000,- de overstap naar Werder Bremen. Bij de club uit de Bundesliga tekende hij een contract tot 2010, die later werd verlengd tot 2012. In het seizoen 2006/07 baarde Mertesacker opzien door vanaf eigen helft zijn tweede competitietreffer voor Werder te maken tegen zijn oude club Hannover 96. Al snel werd hij een van de lievelingen van de supporters en werd hij, na het vertrek van Frank Baumann en Torsten Frings, verkozen tot Aanvoerder van het team. In het seizoen 2008/09 wist hij met de club de DFB-Pokal te winnen en bereikte hij met de club de finale van de UEFA Cup, die na verlenging werd verloren van Sjachtar Donetsk.

### Arsenal
Vlak voor het sluiten van de transfermarkt maakte Mertesacker op 31 augustus 2011 de overstap naar Arsenal. Hij werd voor ongeveer €10.000.000,- overgenomen. Op 10 september 2011 maakte hij in de vierde speeldag zijn competitiedebuut tegen Swansea City. Zijn eerste doelpunt maakte hij op 17 november 2012 in de competitiewedstrijd tegen Tottenham Hotspur. Op 4 maart 2014 verlengde de club zijn in 2015 aflopende contract tot 2017. In mei 2018 beëindigde Mertesacker zijn voetballoopbaan.

## Clubstatistieken
| Seizoen              | Club                 | Competitie           | Competitie | Competitie | Beker | Beker | Internationaal | Internationaal | Totaal | Totaal |
| Seizoen              | Club                 | Competitie           | Wed.       | Dlp.       | Wed.  | Dlp.  | Wed.           | Dlp.           | Wed.   | Dlp.   |
| -------------------- | -------------------- | -------------------- | ---------- | ---------- | ----- | ----- | -------------- | -------------- | ------ | ------ |
| 2003/04              | Hannover 96          | Bundesliga           | 13         | 0          | 1     | 0     | -              | -              | 14     | 0      |
| 2004/05              | Hannover 96          | Bundesliga           | 31         | 2          | 4     | 1     | -              | -              | 35     | 3      |
| 2005/06              | Hannover 96          | Bundesliga           | 30         | 5          | 3     | 0     | -              | -              | 33     | 5      |
| Totaal Hannover 96   | Totaal Hannover 96   | Totaal Hannover 96   | 74         | 7          | 8     | 1     | -              | -              | 82     | 8      |
| 2006/07              | Werder Bremen        | Bundesliga           | 25         | 2          | 0     | 0     | 10             | 2              | 35     | 4      |
| 2007/08              | Werder Bremen        | Bundesliga           | 32         | 1          | 4     | 0     | 11             | 0              | 47     | 1      |
| 2008/09              | Werder Bremen        | Bundesliga           | 23         | 2          | 3     | 1     | 13             | 1              | 39     | 4      |
| 2009/10              | Werder Bremen        | Bundesliga           | 33         | 5          | 6     | 0     | 12             | 0              | 51     | 5      |
| 2010/11              | Werder Bremen        | Bundesliga           | 30         | 2          | 2     | 0     | 7              | 0              | 39     | 2      |
| 2011/12              | Werder Bremen        | Bundesliga           | 4          | 0          | 0     | 0     | -              | -              | 4      | 0      |
| Totaal Werder Bremen | Totaal Werder Bremen | Totaal Werder Bremen | 147        | 12         | 15    | 1     | 53             | 3              | 215    | 16     |
| 2011/12              | Arsenal              | Premier League       | 21         | 0          | 1     | 0     | 5              | 0              | 27     | 0      |
| 2012/13              | Arsenal              | Premier League       | 34         | 3          | 4     | 0     | 6              | 0              | 44     | 3      |
| 2013/14              | Arsenal              | Premier League       | 35         | 2          | 7     | 1     | 10             | 0              | 52     | 3      |
| 2014/15              | Arsenal              | Premier League       | 35         | 0          | 4     | 2     | 9              | 0              | 48     | 2      |
| 2015/16              | Arsenal              | Premier League       | 24         | 0          | 6     | 0     | 6              | 0              | 36     | 0      |
| 2016/17              | Arsenal              | Premier League       | 1          | 0          | 1     | 0     | 0              | 0              | 2      | 0      |
| Totaal Arsenal       | Totaal Arsenal       | Totaal Arsenal       | 150        | 5          | 23    | 3     | 36             | 0              | 209    | 8      |
| Totaal               | Totaal               | Totaal               | 371        | 24         | 46    | 5     | 89             | 3              | 506    | 32     |

Bijgewerkt t/m 18 maart 2017

## Interlandcarrière
Mertesacker debuteerde op 9 oktober 2004 tegen Iran in het Duits voetbalelftal. Hij maakte als international deel uit van de Duitse selecties voor het WK 2006, het EK 2008, het WK 2010 en het EK 2012 .
Op het WK 2014 won hij met Duitsland de wereldtitel na een 1-0 overwinning op Argentinië. Een maand na afloop van het toernooi stopte Mertesacker op 29-jarige leeftijd als international, even nadat mede-wereldkampioenen Miroslav Klose en Philipp Lahm dat ook deden.
| Interlanddoelpunten van Mertesacker voor Duitsland | Interlanddoelpunten van Mertesacker voor Duitsland | Interlanddoelpunten van Mertesacker voor Duitsland | Interlanddoelpunten van Mertesacker voor Duitsland | Interlanddoelpunten van Mertesacker voor Duitsland | Interlanddoelpunten van Mertesacker voor Duitsland |
| №                                                  | Datum                                              | Wedstrijd                                          | Doelpunt                                           | Soort wedstrijd                                    | Eindstand                                          |
| Als speler bij Hannover 96                         | Als speler bij Hannover 96                         | Als speler bij Hannover 96                         | Als speler bij Hannover 96                         | Als speler bij Hannover 96                         | Als speler bij Hannover 96                         |
| -------------------------------------------------- | -------------------------------------------------- | -------------------------------------------------- | -------------------------------------------------- | -------------------------------------------------- | -------------------------------------------------- |
| 1.                                                 | 15 juni 2005                                       | Duitsland – Australië                              | 2 – 1                                              | Confederations Cup                                 | 4 - 3                                              |
| Als speler bij Arsenal                             |                                                    |                                                    |                                                    |                                                    |                                                    |
| 2.                                                 | 16 oktober 2012                                    | Duitsland – Zweden                                 | 2 – 1                                              | kwalificatie WK 2014                               | 4 - 4                                              |
| 3.                                                 | 10 september 2013                                  | Faeröer – Duitsland                                | 0 – 1                                              | kwalificatie WK 2014                               | 0 - 3                                              |
| 4.                                                 | 11 november 2013                                   | Engeland – Duitsland                               | 0 – 1                                              | kwalificatie WK 2014                               | 0 - 1                                              |

Bijgewerkt t/m 15 april 2015

## Erelijst
| Competitie          |               |                           |               |               |
| Competitie          | Aantal        | Jaren                     |               |               |
| Werder Bremen       | Werder Bremen | Werder Bremen             | Werder Bremen | Werder Bremen |
| ------------------- | ------------- | ------------------------- | ------------- | ------------- |
| DFB-Pokal           | 1×            | 2008/09                   |               |               |
| DFB-Ligapokal       | 1×            | 2006                      |               |               |
| Arsenal             |               |                           |               |               |
| FA Cup              | 3×            | 2013/14, 2014/15, 2016/17 |               |               |
| FA Community Shield | 2×            | 2015, 2017                |               |               |
| Duitsland           |               |                           |               |               |
| FIFA WK             | 1×            | 2014                      |               |               |